# 棘苞菊属
棘苞菊属（学名：Acantholepis）是菊科下的一个属，为被绵毛草本植物。该属仅有棘苞菊（Acantholepis orientalis）一种，分布于西亚。